# 시모네 스쿠페트
시모네 스쿠페트(Simone Scuffet, 1996년 5월 31일 ~ )는 현재 피사에서 활약하고 있는 이탈리아의 축구선수이다. 2015년 2월 1일 볼로냐와의 세리에 A 경기에서 부상당한 젤코 브르키치를 대신하여 1군 데뷔전을 가졌다.